# 倉橋静男
倉橋 静男（くらはし しずお、1948年 - ）は、日本の映画音響効果技師、元映画編集助手。現在、株式会社サウンドボックス、有限会社サウンドコア代表取締役社長。新潟県出身。本名は靜男。

## 略歴
1968年に編集助手として日活とフリー契約。1975年に同社の効果係（後の東洋音響効果グループ）へ移り音効マンとしてのキャリアをスタートさせ、主に『熱中時代』『事件記者チャボ!』などの日本テレビ製作のテレビドラマを多数担当。特に水谷豊主演作や、田中知己、せんぼんよしこ演出ドラマに多く関わる。また、並行して東京ムービー新社や手塚プロダクション製作のアニメ作品も手掛けた。
1988年、東洋音響グループを母体として柴崎憲治（現・アルカブース代表）らと共に有限会社サウンドボックスを創業。以降はビデオ映画や三谷幸喜監督作品などの実写作品も断続的に手掛けつつ、活動の中心をアニメ作品へとシフトさせた。音楽監督・選曲家の鈴木清司、プロデューサーの南雅彦、音響監督の三間雅文、明田川進、若林和弘、作曲家の菅野よう子らとの繋がりが深い。2019年、文化庁映画賞（映画功労部門）受賞。

## 担当作品

### 編集助手時代
- 白い牙

### 日活効果・東洋音響時代

#### テレビドラマ
特記なき場合は全て日本テレビ系作品
1975年
- 俺たちの旅 ※小島良雄と共同担当

1977年
- 俺たちの祭 ※小島良雄と共同担当

1978年
- 熱中時代

1979年
- 熱中時代 刑事編

1980年
- 熱中時代<教師編第2シリーズ>

1981年
- キッド
- 母たることは地獄のごとく 炎の女・澤田美喜

1982年
- あんちゃん

1983年
- 火曜サスペンス劇場 松本清張の霧の旗
- 事件記者チャボ!
- 若草学園物語

1984年
- 気分は名探偵 ※小池秀晴と共同担当
- ザ・サスペンス 強情な女（TBS系）

1985年
- 刑事物語'85
- カネボウヒューマンスペシャル かんころもちの島で
- 山田太一ドラマスペシャル ちょっと愛して…
- 妻たちの課外授業

1986年
- 新・熱中時代宣言
- パパ合格ママは失格

1987年
- カネボウヒューマンスペシャル 赤い夕日の大地へ -家路-
- 火曜サスペンス劇場 死ぬ前にすべき二、三の事柄
- 熱中時代スペシャル 帰って来た北野広大 ※小池秀晴と共同担当

1988年
- 27才・LOVE気分

#### テレビアニメ
1978年
- 新エースをねらえ!

1979年
- ベルサイユのばら

1980年
- 鉄腕アトム (アニメ第2作)
- フウムーン

1981年
- おはよう!スパンク
- じゃりン子チエ
- ブレーメン4 地獄の中の天使たち

1982年
- 手塚治虫のドン・ドラキュラ
- とんでモン・ペ
- 忍者マン一平

1983年
- レディジョージィ

1984年
- 大自然の魔獣バギ

1986年
- 銀河探査2100年 ボーダープラネット

#### アニメ映画
1979年
- がんばれ!!タブチくん!!
- ルパン三世 カリオストロの城

1980年
- まことちゃん

1981年
- じゃりン子チエ

1983年
- ゴルゴ13
- 幻魔大戦 ※佐々木英世・柴崎憲治と共同担当
- はだしのゲン

1984年
- SF新世紀レンズマン ※柴崎憲治と共同担当

1985年
- カムイの剣 ※佐々木英世・柴崎憲治と共同担当
- ペンギンズ・メモリー 幸福物語 ※柴崎憲治・木下克己と共同担当

1986年
- 時空の旅人 ※小池秀晴と共同担当
- はだしのゲン2

1988年
- AKIRA
- 銀河英雄伝説 わが征くは星の大海
- 火の雨がふる

#### OVA
1987年
- スペース・ファンタジア 2001夜物語

1988年
- アップルシード
- トップをねらえ! ※最終話はサウンドボックス名義

#### 洋画
1978年
- 遠すぎた橋（水曜ロードショー版）

### サウンドボックス設立以降

#### テレビアニメ
1988年
- ハーイあっこです

1989年
- ジャングル大帝（第3作）

1991年
- 機甲警察メタルジャック
- チエちゃん奮戦記 じゃりン子チエ

1992年
- 姫ちゃんのリボン

1993年
- ジャングルの王者ターちゃん

1995年
- 神秘の世界エルハザード
- ぼのぼの

1996年
- イーハトーブ幻想〜KENjIの春
- いじわるばあさん
- エルフを狩るモノたち
- 超者ライディーン
- 天空のエスカフローネ

1997年
- エルフを狩るモノたちII
- CLAMP学園探偵団
- 剣風伝奇ベルセルク
- 手塚治虫の旧約聖書物語

1998年
- 異次元の世界エルハザード
- カウボーイビバップ
- カードキャプターさくら
- ジェネレイターガウル
- 星方武侠アウトロースター
- どっきりドクター
- TRIGUN
- MASTERキートン
- LEGEND OF BASARA

1999年
- アレクサンダー戦記
- GTO
- 星界の紋章
- 星方天使エンジェルリンクス
- 地球防衛企業ダイ・ガード

2000年
- 星界の戦旗

2001年
- X -エックス-
- The Soul Taker 〜魂狩〜
- シャーマンキング
- 星界の戦旗II
- 地球少女アルジュナ
- テイルズ オブ エターニア THE ANIMATION
- 爆転シュート ベイブレード

2002年
- 十二国記
- ドラゴンドライブ
- パタパタ飛行船の冒険
- 花田少年史
- ヒートガイジェイ
- ボンバーマンジェッターズ
- ラーゼフォン

2003年
- ガラクタ通りのステイン
- おじゃる丸（第6 - 9シリーズ）
- 人間交差点
- WOLF'S RAIN
- 獣兵衛忍風帖 龍宝玉篇
- 鋼の錬金術師
- アストロボーイ・鉄腕アトム
- GAD GUARD
- 無人惑星サヴァイヴ
- SPACE PIRATE CAPTAIN HERLOCK

2004年
- 今日からマ王!
- KURAU Phantom Memory
- 絢爛舞踏祭 ザ・マーズ・デイブレイク
- サムライガン
- サムライチャンプルー
- ぱずりーず
- 魔法少女隊アルス
- 妄想代理人

2005年
- 交響詩篇エウレカセブン ※当初は名前を「倉橋静夫」とクレジット表記され、途中で「倉橋静男」に表記変更
- 新釈 眞田十勇士
- 創聖のアクエリオン
- タイドライン・ブルー
- ディノブレイカー ※武藤晶子と共同担当
- Paradise Kiss
- BLACK CAT

2006年
- Funny Pets
- コヨーテ ラグタイムショー
- 桜蘭高校ホスト部
- 獣王星
- 太陽の黙示録
- 天保異聞 妖奇士
- NANA
- 妖怪人間ベム（第2作）

2007年
- 機動戦士ガンダム00
- THE SKULLMAN
- シグルイ ※緒方康恭と共同担当
- DARKER THAN BLACK -黒の契約者-
- Devil May Cry
- ひぐらしのなく頃に解 ※第3話以降担当、長谷川卓也と共同担当
- ルパン三世 霧のエリューシヴ
- 湾岸ミッドナイト

2008年
- ウルトラヴァイオレット:コード044
- 機動戦士ガンダム00 セカンドシーズン
- 屍姫 赫
- ソウルイーター
- 二十面相の娘
- TYTANIA -タイタニア-
- 北斗の拳 ラオウ外伝 天の覇王
- マクロスF
- ミチコとハッチン
- Mnemosyne-ムネモシュネの娘たち-
- ルパン三世 sweet lost night 〜魔法のランプは悪夢の予感〜 ※山谷尚人と共同担当

2009年
- 屍姫 玄
- ジャングル大帝 -勇気が未来をかえる- ※西佐知子と共同担当
- DARKER THAN BLACK -流星の双子-
- 鋼の錬金術師 FULLMETAL ALCHEMIST
- WHITE ALBUM ※前半は緒方康恭、後半は長谷川卓也と共同担当
- ルパン三世VS名探偵コナン ※西佐知子と共同担当

2010年
- アイアンマン
- STAR DRIVER 輝きのタクト
- HEROMAN
- RAINBOW-二舎六房の七人- ※長谷川卓也と共同担当
- ルパン三世 the Last Job ※山谷尚人と共同担当

2011年
- ウルヴァリン
- UN-GO
- X-MEN
- ギルティクラウン
- GOSICK -ゴシック-
- テレビまんが 昭和物語 ※山谷尚人・渡邊雅文と共同担当
- NO.6
- ブレイド
- ルパン三世 血の刻印 〜永遠のMermaid〜 ※山谷尚人、長谷川卓也、武藤晶子、緒方康恭と共同担当

2012年
- アクエリオンEVOL
- エウレカセブンAO
- 坂道のアポロン
- 絶園のテンペスト
- ルパン三世 東方見聞録 〜アナザーページ〜 ※山谷尚人、西佐知子と共同担当

2013年
- 革命機ヴァルヴレイヴシリーズ
- 進撃の巨人 ※山谷尚人と共同担当
- ポケットモンスター THE ORIGIN
- ルパン三世 princess of the breeze 〜隠された空中都市〜 ※山谷尚人、長谷川卓也、西佐和子、中野勝博と共同担当

2014年
- ノブナガ・ザ・フール ※ホーリーを担当
- 棺姫のチャイカシリーズ
- ソウルイーターノット!
- キャプテン・アース
- 残響のテロル

2015年
- SHOW BY ROCK!!
- 赤髪の白雪姫シリーズ
- 進撃!巨人中学校
- アクエリオンロゴス ※中野勝博と共同担当
- コンクリート・レボルティオ〜超人幻想〜シリーズ
- ルパン三世

2016年
- ルパン三世 イタリアン・ゲーム
- 文豪ストレイドッグス
- 僕のヒーローアカデミア
- 甲鉄城のカバネリ
- SHOW BY ROCK!! しょ～と!!
- マクロスΔ
- パズドラクロス ※中野勝博と共同担当
- モブサイコ100
- クロムクロ
- DAYS
- SHOW BY ROCK!!#
- Fate/Grand Order -First Order- ※フォーリーを担当

2017年
- 進撃の巨人 Season 2 ※山谷尚人と共同担当

2018年
- カードキャプターさくら クリアカード編
- 銀河英雄伝説 Die Neue These 邂逅
- 進撃の巨人 Season 3 ※山谷尚人と共同担当

2019年
- どろろ

2021年
- SK∞ エスケーエイト
- ゴジラ S.P ＜シンギュラポイント＞
- ヴァニタスの手記

2022年
- BIRDIE WING -Golf Girls' Story-[2]

2023年
- 進撃の巨人 The Final Season ※山谷尚人と共同担当

#### Web・配信アニメ
2005年
- The King of Fighters: Another Day

2008年
- 亡念のザムド

2012年
- NEXT A-Class

2014年
- 美少女戦士セーラームーンCrystal

2024年
- T・Pぼん

#### OVA
1988年
- 銀河英雄伝説 ※外伝第2期は小山秀雄と共同担当
- トップをねらえ! ※#1 - 5は東洋音響効果グループ名義

1989年
- 紅い牙 ブルー・ソネット
- アッセンブル・インサート
- いしいひさいちのナンダカンダ劇場2 地底人II クリスマスはエエド
- MIDNIGHT EYE ゴクウ

1990年
- 電脳都市OEDO808
- 藤子・F・不二雄SF短編シアター
  - 宇宙船製造法
  - ひとりぼっちの宇宙戦争
  - ミノタウロスの皿
  - ウルトラ・スーパー・デラックスマン
  - ポストの中の明日
  - ニューイヤー星調査行
  - おれ、夕子
  - 幸運児
- 八神くんの家庭の事情

1991年
- 藤子・F・不二雄SF短編シアター
  - カンビュセスの籤
  - みどりの守り神
  - 絶滅の島

1992年
- ダウンロード 南無阿弥陀仏は愛の詩 ※柴崎憲治と共同担当
- 破妖の剣

1993年
- 銃夢
- ザ・コクピット
- 爆炎CAMPUSガードレス

1994年
- 鬼切丸
- 真・孔雀王
- なつきクライシス
- ファイナルファンタジー
- マクロスプラス ※柴崎憲治と共同担当
- 幽幻怪社
- リカちゃんとヤマネコ 星の旅

1995年
- アミテージ・ザ・サード
- 神秘の世界エルハザード
- バイオ・ハンター

1996年
- シャーマニックプリンセス
- パンツァードラグーン
- ファイアーエムブレム 紋章の謎
- マスターモスキートン

1997年
- サイコダイバー 魔性菩薩
- サクラ大戦 桜華絢爛
- 神秘の世界エルハザード2
- 電脳戦隊ヴギィ'ズ★エンジェル
- VAMPIRE HUNTER The Animated Series

1998年
- 火宵の月〜秋狂言〜
- 火聖旅団 ダナサイト999.9
- 支配者の黄昏 TWILIGHT OF THE DARK MASTER
- 聖少女艦隊バージンフリート
- ドラゴンナイト4

1999年
- 思春期美少女合体ロボ ジーマイン
- てなもんやボイジャーズ

2000年
- からくりの君
- sin THE MOVIE
- ブラック・ジャック 空からきた子ども

2001年
- Spirit of Wonder
- HAPPY★LESSON

2002年
- ナースウィッチ小麦ちゃんマジカルて ※KARTE.2まで担当
- 遙かなる時空の中で-紫陽花ゆめ語り-
- マクロス ゼロ

2003年
- エイケン エイケンヴより愛をこめて ※武藤晶子と共同担当
- 新・北斗の拳
- 遙かなる時空の中で2-白き龍の神子- ※上・中巻のみ（上巻は中野勝博と共同担当）

2004年
- アイシールド21 幻のゴールデンボウル
- 土方歳三 白の軌跡
- Phantom -PHANTOM THE ANIMATION-

2005年
- 最終兵器彼女 Another love song ※長谷川卓也と共同担当
- ラストオーダー ファイナルファンタジーVII

2007年
- AIKa R-16:VIRGIN MISSION ※第2話から（1話はサウンドリング）
- 今日からマ王! R
- 真救世主伝説 北斗の拳 ユリア伝
- 創星のアクエリオン
- ツバサ TOKYO REVELATIONS
- テイルズ オブ シンフォニア THE ANIMATION シルヴァラント編
- 茄子 スーツケースの渡り鳥

2008年
- ルパン三世 GREEN vs RED ※山谷尚人と共同担当

2009年
- ツバサ 春雷記
- ひぐらしのなく頃に礼 ※渡邊雅文と共同担当

2010年
- 娘クリ Nyan×2 Music Clip

2012年
- エウレカセブンAO -ユングフラウの花々たち-
- ルパン三世 Master File「ルパン一家勢揃い」 ※山谷尚人と共同担当

2013年
- アイアンマン：ライズ・オブ・テクノヴォア

#### アニメ映画
1990年
- 風の名はアムネジア

1991年
- うしろの正面だあれ

1992年
- 銀河英雄伝説外伝 黄金の翼

1993年
- お星さまのレール
- 銀河英雄伝説 新たなる戦いの序曲

1995年
- アンネの日記
- カッタ君物語
- はじまりの冒険者たち レジェンド・オブ・クリスタニア
- MEMORIES「彼女の想いで」

1996年
- 劇場版 X -エックス-

1997年
- 栄光へのシュプール -猪谷千春物語-
- 劇場版 天地無用! 真夏のイヴ
- ジャングル大帝
- 地球が動いた日

1998年
- パーフェクトブルー

1999年
- CLOVER
- 劇場版カードキャプターさくら

2000年
- エスカフローネ
- 風を見た少年
- 劇場版カードキャプターさくら 封印されたカード
- 劇場版 ケロちゃんにおまかせ!
- The AURORA 海のオーロラ

2001年
- 頭文字D Third Stage（サウンドエフェクトスーパーバイザー）
- カウボーイビバップ 天国の扉
- VAMPIRE HUNTER D
- サクラ大戦 活動写真
- メトロポリス

2002年
- 千年女優
- パルムの樹

2003年
- 東京ゴッドファーザーズ
- 茄子 アンダルシアの夏
- ラーゼフォン 多元変奏曲

2004年
- 劇場版ポケットモンスター アドバンスジェネレーション 裂空の訪問者 デオキシス ※神保大介、小山健二と共同担当
- 新暗行御史

2005年
- 劇場版 鋼の錬金術師 シャンバラを征く者
- 劇場版 甲虫王者ムシキング グレイテストチャンピオンへの道

2006年
- 銀色の髪のアギト
- 真救世主伝説 北斗の拳 ラオウ伝 殉愛の章
- 時をかける少女 ※米原想と共同担当
- パプリカ

2007年
- 河童のクゥと夏休み
- 劇場版アクエリオン
- 甲虫王者ムシキング スーパーバトルムービー 〜闇の改造甲虫〜
- シナモン the Movie
- ストレンヂア 無皇刃譚
- 空の境界
- ねずみ物語 〜ジョージとジェラルドの冒険〜
- ふるさと-JAPAN

2008年
- HIGHLANDER ハイランダー 〜ディレクターズカット版〜

2009年
- 劇場版 マクロスF 虚空歌姫 〜イツワリノウタヒメ〜
- 交響詩篇エウレカセブン ポケットが虹でいっぱい
- 8月のシンフォニー -渋谷2002〜2003
- よなよなペンギン
- レイトン教授と永遠の歌姫 ※武藤晶子、長谷川卓也、三井友和、緒方康恭、西佐知子、山谷尚人と共同担当

2010年
- おまえうまそうだな
- カラフル
- 劇場版 機動戦士ガンダム00 -A wakening of the Trailblazer-
- TRIGUN Badlands Rumble
- マルドゥック・スクランブル 圧縮

2011年
- おぢいさんのランプ
- キズナ一撃
- 劇場版 戦国BASARA -The Last Party-（フォーリー）
- 劇場版 マクロスF 恋離飛翼 〜サヨナラノツバサ〜
- テレビまんが 昭和物語 劇場版
- とある飛空士への追憶 ※西佐知子と共同担当
- トワノクオン
- 鋼の錬金術師 嘆きの丘の聖なる星
- マルドゥック・スクランブル 燃焼

2012年
- UN-GO episode:0 因果論
- 映画かいけつゾロリ だ・だ･だいぼうけん! ※小山健二と共同担当
- BUTA ※西佐知子と共同担当
- 虹色ほたる 〜永遠の夏休み〜
- 伏 鉄砲娘の捕物帳 ※山谷尚人、西佐知子と共同担当
- マクロスFB7 オレノウタヲキケ!
- マジック・ツリーハウス
- マルドゥック・スクランブル 排気

2013年
- スタードライバー THE MOVIE
- ルパン三世VS名探偵コナン THE MOVIE

2017年
- 夜は短し歩けよ乙女
- 夜明け告げるルーのうた（フォーリーアーティスト）

2019年
- バースデー・ワンダーランド ※西佐知子と共同担当

2022年
- バブル
- 窓ぎわのトットちゃん ※西佐知子と共同担当

#### 実写映画
1989年
- ガンヘッド
- 丹波哲郎の大霊界 死んだらどうなる
- 帝都大戦 ※柴崎憲治と共同担当

1990年
- 丹波哲郎の大霊界2 死んだらおどろいた!! ※柴崎憲治と共同担当
- 天と地と

1991年
- ケルベロス-地獄の番犬

1992年
- 東方見聞録
- トーキング・ヘッド

1993年
- REX 恐竜物語

1994年
- 第2回欽ちゃんのシネマジャック『さだおばさん』

1995年
- バースデイプレゼント

1997年
- ラヂオの時間
- 瀬戸内ムーンライト・セレナーデ
- 香港大夜総会 タッチ&マギー

1998年
- D坂の殺人事件
- 不夜城

1999年
- 梟の城 owl's castle

2000年
- ナトゥ 踊る!ニンジャ伝説
- リング0 バースデイ

2001年
- 千年の恋 ひかる源氏物語
- 走れ!イチロー
- みんなのいえ

2002年
- ON AIR/オン・エアー

2003年
- g@me.
- スパイ・ゾルゲ

2004年
- チルソクの夏
- ほたるの星

2005年
- 姑獲鳥の夏
- HINOKIO

2006年
- THE 有頂天ホテル

2008年
- ザ・マジックアワー

2010年
- ロストクライム -閃光-

2011年
- ステキな金縛り

#### テレビドラマ
- 女たちの百万石 ※高橋渉と共同担当
- 熱中時代スペシャル 三年五組の叛乱 ※高橋渉と共同担当
- 熱中時代スペシャル 嵐を呼ぶ男
- 天と地と 黎明編
- 世にも奇妙な物語『トラブル・カフェ』他
- 2度目のウェディング・ベル
- 西遊記
- 月曜ドラマスペシャル『ひとさらい』
- 最悪
- 非公認戦隊アキバレンジャー シーズン痛 ※三井友和（第1話 - 第9話・第12話・第13話）、緒方康恭（第10話・第11話）と共同担当

#### 海外ドラマ
いずれも日本語吹替え版
1993年
- フルハウス

2003年
- パパにはヒ・ミ・ツ
- 冬のソナタ

#### その他
- HAPPY X'mas SHOW!!（ドラマパート）

#### 5.1chリミキシング
1998年
- 機動警察パトレイバー the Movie

2006年
- 機動戦士ガンダム0083 STARDUST MEMORY

#### ゲーム
1997年
- ルパン三世 カリオストロの城 -再会-

2023年
- BLUE PROTOCOL[3]

## テレビ出演
- 金曜アニメ館（NHK-BS）